# 図像抄
図像抄（ずぞうしょう）は、仏・菩薩等の図像をその種類ごとに集めて編集した図像集のうち、最初に編纂されたものである。10巻から成る。尊容鈔、十巻抄、永厳抄、恵什抄とも。

## 来歴
平安時代後期、中国から新たに唐本図像が伝えられたり隠密のうちに師匠から弟子へと図像が伝受されたりしたことで、本来の仏・菩薩等の図像とは異なる図像が多く知られるようになった。このような状況に対し、本来の図像がどのようなものであったかについての関心が高まり、図像を整理した図像集の最初の編纂が行われた。
原本は残っていないが、建久4年頃の写本の記述に基づき、保延5年（1139年）秋から保延6年（1140年）春にかけて鳥羽上皇のために東密の永厳が編纂したものとされている。しかし、編者は永厳ではなく恵什であるとする説もあり、定説はない。

## 内容
金剛界五仏から始まり天の諸神までの103尊が図像とともに載せられている。構成としては、各尊ごとに尊名、梵号・密号・種子、三摩耶形、形相、身色や台座、印、真言（漢・梵字の両方で）、経典儀軌の引用、そして図像が記されている。図像抄全体で、図は曼荼羅図を含めて142図収録されている。
第1巻は五仏部、第2巻は仏頂等部、第3巻は経部、第4巻は秘法等部、第5巻は菩薩部、第6巻は観音上部、第7巻は観音下部、第8巻は忿怒部、第9巻は天等上部、第10巻は天等下部となっている。

## 写本
図像抄には複数の写本が存在する。
最古写本は醍醐寺本十巻であり、これは重要文化財に指定されている。
その他に重要文化財に指定されているものとしては、高野山円通寺本や逸翁美術館本がある。